# Phortica foliata
Phortica foliata är en tvåvingeart som först beskrevs av Chen och Masanori Joseph Toda 1997.  Phortica foliata ingår i släktet Phortica och familjen daggflugor. Inga underarter finns listade i Catalogue of Life.